# Билоус, Вячеслав Александрович
Вячеслав Александрович Билоус (укр. В'ячеслав Олександрович Білоус; род. 15 октября 1953 года, г. Васильков Полтавской области) — украинский политический деятель, депутат Верховной рады Украины II созыва (1994—1998).

## Биография
Родился 15 октября 1953 года в городе Васильков Киевской области.
Окончил Полтавское высшее зенитное ракетное командное училище в 1975 году. С 1975 по 1982 год служил в Туркестанском военном округе, с 1987 по 1989 год — в Московском военном округе, с 1989 по 1992 год работал в Полтавском зенитно-ракетном командном училище. С октября 1992 являлся уполномоченным Комитета по вопросам социальной защиты военнослужащих при Кабинете министров Украины по Полтавской области, был заведующим отдела защиты прав военнослужащих и членов их семей Секретариата Уполномоченного по правам человека Верховной рады Украины.
C октября 1991 года был членом Союза офицеров Украины, с марта 1992 года — главой СОУ по Полтавской области. В дальнейшем на 5-м съезде был избран заместителем главы СОУ, с 1994 по 1998 год возглавлял Союз офицеров Украины, затем был первым заместителем главы СОУ.
На парламентских выборах 1994 года был избран народным депутатом Верховной рады Украины II созыва от Киевского избирательного округа № 317 Полтавской области. В парламенте был членом Комитета по вопросам обороны и государственной безопасности, входил в депутатскую группу «Реформы».
На парламентских выборах 1998 года был кандидатом в народные депутаты Верховной рады Украины III созыва по избирательному округу № 144 Полтавской области. Получив 5,9% голосов, занял 5-е место среди 27 кандидатов, избран не был. В дальнейшем был главным консультантом отдела защиты прав военнослужащих, ветеранов и инвалидов Секретариата Уполномоченного по правам человека Верховной рады Украины.
В 1999–2000 гг. — Помощник-консультант народного депутата Украины.
На парламентских выборах 2002 года был кандидатом в народные депутаты Верховной рады Украины IV созыва по избирательному округу № 144 Полтавской области. Получив 5,9% голосов, занял 5-е место среди 27 кандидатов, избран не был. С апреля 2002 года был заместителем Украинской республиканской партии «Собор».
На президентских выборах 2004 года был доверенным лицом Виктора Ющенко в избирательном округе № 95.
С марта 2005 года по декабрь 2006 года был главой Васильковской районной государственной администрации. С апреля 2005 года возглавлял Союз офицеров Украины, в дальнейшем стал его почётным главой.
Женат, супруга Людмила Васильевна — экономист, двое детей — Наталья и Александр.